# Типы подводных лодок ВМС Италии
В списке перечислены типы подводных лодок, стоявшие на вооружении ВМС Италии.

## Первая мировая война
| Проект          | Годы в строю | Построено                      | Главный конструктор            | Энергетическая установка |
| --------------- | ------------ | ------------------------------ | ------------------------------ | ------------------------ |
| Delfino         | 1896-1919    | 1                              | Джацинто Пуллино               | бензин-электрическая     |
| Тип «Глауко»    | 1905-1918    | 5                              | Чезаре Лауренти                | бензин-электрическая     |
| Foca            | 1907-1918    | 1                              | FIAT — San-Giorgio             | бензин-электрическая     |
| Тип «Медуза»    | 1912-1928    | 16 (в 4 сериях)                | Чезаре Лауренти                | дизель-электрическая     |
| Atropo          | 1913-1919    | 1                              | Германский проект              | дизель-электрическая     |
| Тип «Наутилус»  | 1913-1919    | 2                              | Курцио Бернардис               | дизель-электрическая     |
| Тип «Пуллино»   | 1914-1919    | 2                              | В. Каваллини                   | дизель-электрическая     |
| Тип H           | 1916-1948    | 8                              | Д. Голланд                     | дизель-электрическая     |
| Тип F           | 1916-1935    | 24 (в 2 сериях) + 1 для России | Чезаре Лауренти                | дизель-электрическая     |
| Тип N           | 1919-1935    | 6                              | Курцио Бернардис               | дизель-электрическая     |
| Тип «Пачинотти» | 1916-1921    | 2                              | Чезаре Лауренти                | дизель-электрическая     |
| Тип «Барбариго» | 1918-1935    | 4                              | Чезаре Лауренти и В. Каваллини | дизель-электрическая     |
| Тип «Микка»     | 1918-1930    | 6                              | ???                            | дизель-электрическая     |
| Тип X-2         | 1918-1940    | 2                              | Курцио Бернардис               | дизель-электрическая     |

## Вторая мировая война

### Подводные лодки большой дальности
| Проект            | Иллюстрация | Годы в строю | Построено | Главный конструктор           |
| ----------------- | ----------- | ------------ | --------- | ----------------------------- |
| Тип «Балилла»     |             | 1927-1943    | 4         | На основе проекта U-117       |
| Ettore Fieramosca |             | 1929-1941    | 1         | Курцио Бернардис              |
| Pietro Micca      |             | 1935-        | 1         | В. Каваллини                  |
| Тип «Кальви»      |             | 1935-        | 3         | Развитие проекта «Балилла»    |
| Тип «Фока»        |             | 1937-1947    | 3         | Развитие проекта Pietro Micca |
| Тип «Кани»        |             | 1940-1948    | 4         | CRDA                          |
| Тип «Ромоло»      |             | 1943-        | 2+10      | В. Каваллини                  |

### Подводные лодки средней дальности
| Проект            | Иллюстрация | Годы в строю | Построено                | Главный конструктор                 |
| ----------------- | ----------- | ------------ | ------------------------ | ----------------------------------- |
| Тип «Мамели»      |             | 1927-1948    | 4                        | В. Каваллини                        |
| Тип «Сеттембрини» |             | 1930-1948    | 2                        | В. Каваллини (развитие «Мамели»)    |
| Тип «Архимед»     |             | 1933-1941    | 4                        | В. Каваллини                        |
| Тип «Брин»        |             | 1938-1948    | 5                        | В. Каваллини (развитие «Архимедов») |
| Тип «Люцци»       |             | 1939-1944    | 4                        | В. Каваллини (развитие «Бринов»)    |
| Тип «Пизани»      |             | 1927-1948    | 4                        | К. Бернардис                        |
| Тип «Брагадин»    |             | 1929-1948    | 2                        | К. Бернардис (развитие «Пизани»)    |
| Тип «Бандиера»    |             | 1929-1948    | 8 (в 2 сериях)           | К. Бернардис (развитие «Пизани»)    |
| Тип «Скуало»      |             | 1929-1948    | 8 (в 2 сериях)           | К. Бернардис (развитие «Пизани»)    |
| Тип «Глауко»      |             | 1935-1948    | 2                        | К. Бернардис                        |
| Тип «Арго»        |             | 1936-1943    | 2                        | CRDA                                |
| Тип «Марчелло»    |             | 1938-1948    | 11                       | К. Бернардис (развитие «Глауко»)    |
| Тип «Маркони»     |             | 1939-1945    | 6                        | К. Бернардис (вариант «Глауко»)     |
| Тип «Флутто»      |             | 1942-1971    | I серия - 8 II серия - 1 | CRDA                                |

### Подводные лодки малой дальности
| Проект         | Иллюстрация | Годы в строю | Построено | Главный конструктор                                    |
| -------------- | ----------- | ------------ | --------- | ------------------------------------------------------ |
| Тип «Аргонавт» |             | 1933-1948    | 7         |                                                        |
| Тип «Сирена»   |             | 1933-1948    | 12        |                                                        |
| Тип «Перла»    |             | 1936-1948    | 10        |                                                        |
| Тип «Адуа»     |             | 1936-1947    | 17        |                                                        |
| Тип «Платино»  |             | 1941-1966    | 13        | Одна лодка осталась в после военном итальянском флоте. |

## Послевоенный период
| Проект            | Иллюстрация | Годы в строю | Построено | Главный конструктор |
| ----------------- | ----------- | ------------ | --------- | ------------------- |
| Тип «Энрико Тоти» |             | 1968-1996    | 4         |                     |
| Тип «Сауро»       |             | с 1980       | 8         |                     |
| Тип «Тодаро»      |             | с 2006       | 4         |                     |